# سادات محله (دیوشل)
سادات محله یک روستا در ایران است که در دهستان دیوشل شهرستان لنگرود واقع شده‌است. سادات محله ۲۱۶ نفر جمعیت دارد.